# Thomas Digges
Thomas Digges (/dɪɡz/; c. 1546 – 24 de agosto de 1595) fue un matemático y astrónomo británico. Fue el primero en exponer el sistema copernicano en inglés, descartando la idea de una esfera fija de estrellas inamovibles y postulando en cambio un número ilimitado de estrellas a distancias variables. Fue también el primero en plantear la "paradoja del cielo de noche oscura".

## Vida
Thomas Digges, nació aproximadamente en 1546. Era hijo de Leonard Digges (c. 1515 – c. 1559), matemático y agrimensor, y de Bridget Wilford.Tuvo dos hermanos y tres hermanas.
Después de la muerte de su padre, John Dee (un hombre culto, conocedor de la filósofía natural renacentista), se convirtió en su tutor. En 1583, Lord Burghley le nombró a propuesta de Dee (con John Chamber y con Henry Savile), miembro de una comisión para considerar si Inglaterra debería adoptar el calendario gregoriano.
Sirvió como parlamentario por Wallingford y también tuvo una carrera militar como general de las fuerzas inglesas de 1586 a 1594 durante la guerra con los Países Bajos Españoles.
Murió el 24 de agosto de 1595. Su testamento, del que excluyó específicamente a sus dos hermanos, James y William, fue abierto el 1 de septiembre. Digges fue enterrado en la iglesia de St Mary Aldermanbury de Londres.

## Matrimonio y descendencia
Digges se casó con Anne St Leger (1555–1636). En su testamento figuraban dos hijos, Sir Dudley Digges (1583–1639), político y estadista, y Leonard Digges (1588–1635), poeta; y dos hijas, Margaret y Ursula. Su viuda Anne, se casó con Thomas Russell de Alderminster, a quien William Shakespeare nombró su albacea testamentario en 1616.

## Obra

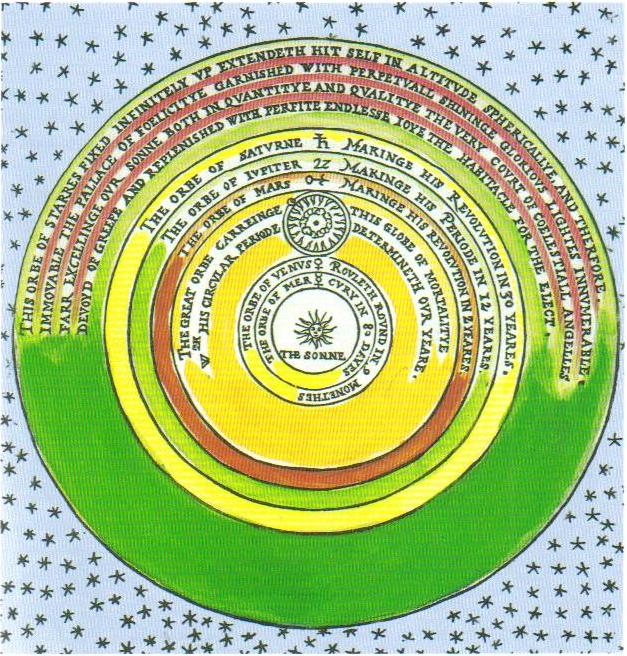
Una ilustración del Universo de Copérnico del libro de Thomas Digges.

Intentó determinar el paralaje de la supernova observada por Tycho Brahe en 1572, y concluyó que debía estar más allá de la órbita de la Luna. Esto contradijo la visión aceptada hasta entonces del universo, según la cual ningún cambio podría tener lugar entre las estrellas fijas.
En 1576, publicó una nueva edición del almanaque perpetuo de su padre, A Prognostication everlasting. El texto escrito por Leonard Digges para la tercera edición de 1556 quedó sin cambios, pero Thomas añadió material nuevo en varios apéndices. El más importante de estos era A Perfit Description of the Caelestiall Orbes according to the most aunciente doctrine of the Pythagoreans, latelye revived by Copernicus and by Geometricall Demonstrations approved. Contrariamente a la cosmología tolemaica del libro original de su padre, el apéndice presentaba una discusión detallada del polémico y todavía mal conocido modelo heliocéntrico del Universo de Copérnico. Fue la primera publicación de este modelo en inglés, y un hito en la popularización de la ciencia.
En su mayor parte, el apéndice era una traducción libre al inglés de capítulos de la obra de Copérnico De revolutionibus orbium coelestium.
Thomas Digges fue más allá que Copérnico, proponiendo que el universo es ilimitado, conteniendo una infinitud de estrellas, y puede haber sido la primera persona en dejar constancia de esta afirmación. Según Harrison:

"Copérnico había dicho poco o nada sobre qué poner allende la esfera de estrellas fijas. La contribución original de Digges a la cosmología consistió en desmantelar la esfera estrellada, esparciendo las estrellas a través de un espacio infinito."

"Por insertar el espacio infinito en el sistema Copernicano, esparciendo las estrellas por este espacio inacabable, Digges inició... la idea de un universo ilimitado repleto de los rayos mezclados de estrellas incontables."

En la inscripción del exterior de la ilustración del Universo de Copérnico, se puede leer:

"Este orbe de estrellas fijadas infinitamente en lo alto se extiende en altitud esfericamente, y por lo tanto inamovible, el palacio de la felicidad guarnecido con el perpetuo brillo de innumerables luces magníficas, más allá [del] sol tanto en cantidad como en calidad, el tribunal entero de ángeles celestiales, desprovisto de dolor y pleno de alegría inacabable y perfecta, la morada del elegido."